# Ruellia galactophylla
Ruellia galactophylla är en akantusväxtart som beskrevs av Emilio Chiovenda. Ruellia galactophylla ingår i släktet Ruellia och familjen akantusväxter. Inga underarter finns listade i Catalogue of Life.